# Arvicanthis ansorgei
Il ratto dei prati sudanese (Arvicanthis ansorgei  Thomas, 1910) è un roditore della famiglia dei Muridi diffuso nell'Africa occidentale.

## Descrizione
Roditore di medie dimensioni, con la lunghezza della testa e del corpo tra 151 e 168 mm, la lunghezza della coda tra 125 e 140 mm, la lunghezza del piede tra 33 e 37 mm, la lunghezza delle orecchie tra 19 e 22 mm.

Le parti superiori sono grigio-brunastre, cosparse di peli con la punta giallo-crema e con dei riflessi fulvi sul fondoschiena. Le parti ventrali sono grigiastre. Le zampe sono giallo-brunastre. La coda è più corta della testa e del corpo, cosparsa densamente di peli, nerastra sopra, giallo-brunastra sotto. Il cariotipo è 2n=62 FN=74-76.

## Biologia

### Comportamento
È una specie terricola e diurna.

## Distribuzione e habitat
Questa specie è diffusa nel Gambia e Senegal meridionali, nella Guinea-Bissau, nella Guinea settentrionale, Mali sud-occidentale, Niger meridionale e Burkina Faso. Il limite meridionale dell'Areale non è sufficientemente noto. È probabile che sia presente anche in Nigeria.
Vive nelle distese erbose e di arbusti nella Savana del Sahel.

## Conservazione
La IUCN Red List, considerato il vasto areale, la tolleranza al degrado del proprio habitat e la popolazione numerosa, classifica A.ansorgei come specie a rischio minimo (Least Concern).